# Zdětín, Mladá Boleslav
Zdětín là một làng thuộc huyện Mladá Boleslav, vùng Středočeský, Cộng hòa Séc.